# Scott Pilgrim gegen den Rest der Welt
Scott Pilgrim gegen den Rest der Welt (Originaltitel Scott Pilgrim vs. the World) ist die US-amerikanisch-britisch-japanisch-kanadische Verfilmung der Graphic-Novel-Reihe von Bryan Lee O’Malley um den jungen Scott Pilgrim und seinen Kampf gegen die sieben Ex-Liebhaber seiner Freundin Ramona Flowers. Regie führte Edgar Wright und Michael Cera übernahm die Hauptrolle.

## Handlung
Der 22-jährige Scott Pilgrim lebt in Toronto und ist Bassist der Band Sex Bob-omb. Seit kurzem ist er mit der erst 17-jährigen Schülerin Knives Chau zusammen. In einem Traum begegnet ihm ein Mädchen, das er später in der Bibliothek sieht. Auf einer Party erfährt er, dass sie Ramona Flowers heißt, bei Amazon arbeitet und wegen der Trennung von ihrem Ex-Freund Gideon aus New York hergezogen ist. Scott spricht sie an, aber das Gespräch verläuft nicht erfolgreich.
Am nächsten Tag bestellt Scott etwas bei Amazon. Dabei erhält er eine E-Mail, in der der Absender davon spricht, ihn zu töten, findet sie allerdings öde und löscht diese. Als Ramona ihm am nächsten Morgen das Päckchen zustellt, verabredet sich Scott mit ihr. Er übernachtet nach dem Date bei Ramona und lädt sie zu einem Bandcontest ein, bei dem Sex Bob-omb angemeldet ist. Dabei lernt Ramona Knives kennen. Während des Auftritts erscheint Matthew Patel, Ramonas erster teuflischer Ex-Lover, der ihm die E-Mail geschickt hatte, und greift Scott an. Nachdem Scott ihn im Videospiel-Stil besiegt hat, erklärt Ramona, dass er sieben teuflische Ex-Lover besiegen müsse, um mit ihr zusammen sein zu können.
Auf Anraten seines schwulen Mitbewohners Wallace beendet Scott die Beziehung zu Knives. Nach einem abendlichen Date mit Ramona gehen beide zu dem Set, an dem der Skateboarder Lucas Lee einen Film dreht. Es stellt sich heraus, dass Lucas Ramonas zweiter teuflischer Ex ist. Scott besiegt Lucas, indem er ihn zu einem Skateboardstunt anstachelt, den dieser nicht überlebt. Am nächsten Morgen trifft er seine Exfreundin Envy und sie lädt ihn zum Konzert ihrer Band Clash at Demonhead ein. Envy hatte Scott damals für ihren Bassisten Todd verlassen. Zwar hatte er nicht vor, hinzugehen, doch sein Bandleader hat bereits zugesagt, als Vorgruppe aufzutreten. Während des Konzerts erkennt Ramona Todd als ihren dritten teuflischen Ex-Lover wieder. Gegen dessen vegane Superkräfte kommt Scott nicht an, doch es gelingt ihm, Todd auszutricksen und ihm einen Kaffee mit Milch zu geben. Als die Veganer-Polizei auftaucht und Todd seine Fähigkeiten entzieht, kann Scott ihn mit Leichtigkeit besiegen.
Auf der Aftershow-Party wird Scott von Roxy angegriffen, der vierten teuflischen Ex-Freundin. Diesmal hilft ihm Ramona, sodass Scott auch diesen Kampf überlebt. Hinterher streiten sich Scott und Ramona, weil er eine Liste ihrer Ex-Lover haben möchte. Ramona geht, hinterlässt ihm aber die Liste. Die nächsten beiden Ex-Lover sind die Katayanagi-Zwillinge, die zufällig die nächsten Gegner in der KO-Runde im Bandcontest sind. Bei dem Konzert ist auch Ramona in Begleitung von Gideon anwesend. Dieser ist der siebte teuflische Ex-Lover und gleichzeitig der Veranstalter des Wettbewerbs. Die Sex Bob-ombs schlagen die Zwillinge und Scott erhält ein Extraleben. Nach dem Konzert trennt sich Ramona von Scott, weil sie wieder mit Gideon zusammen ist. Dieser nimmt die Sex Bob-ombs unter Vertrag. Scott steigt aus der Band aus und Young Neil übernimmt den Bass.
In seiner WG erhält Scott einen Anruf von Gideon und eine Einladung in das von ihm neu eröffnete Chaostheater. Dort angekommen, fordert er Gideon zum Kampf um Ramona heraus. Während des Kampfes mischt sich Knives ein und attackiert Ramona. Scott geht dazwischen und muss zugeben, dass er sie beide betrogen hat. Daraufhin tötet Gideon ihn. Im Jenseits spricht er sich mit Ramona aus und erkennt seine Fehler. Mit dem Extraleben kehrt er zu dem Zeitpunkt zurück, als er sich ins Chaostheater begab. Er versöhnt sich mit seinen Freunden und fordert Gideon heraus. Diesmal kämpft er jedoch nicht um Ramona, sondern für sich selbst. Als Knives auftaucht, gibt Scott freiwillig zu, dass er sie betrogen hat. Scott ist Gideon zunächst unterlegen, doch er erhält Unterstützung von Knives und gemeinsam besiegen sie Gideon. Nach dem Sieg erscheint Nega Scott, seine negative Version. Doch anstatt gegen ihn zu kämpfen, spricht sich Scott mit ihm aus und beide verstehen sich gut. Nach dem Verlassen des Theaters geht Ramona und überlässt Knives Scott. Diese allerdings lässt Scott gehen, so dass er und Ramona schließlich zusammenkommen.

## Produktion

### Entwicklung

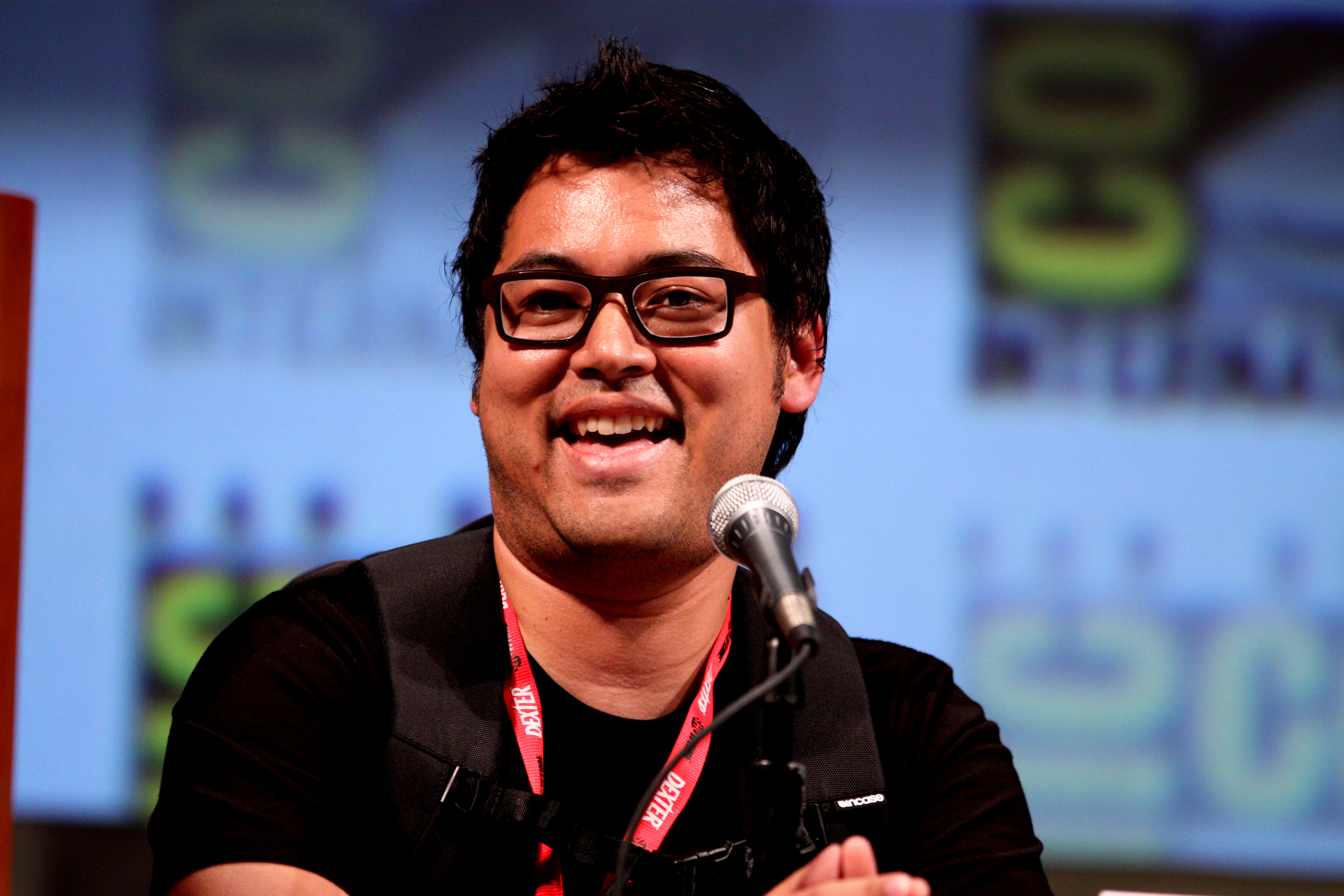
Bryan Lee O’Malley

Nachdem Bryan Lee O’Malley die erste Ausgabe von Scott Pilgrim fertig gestellt hatte, kontaktierte sein Verlag Oni Press den Produzenten Marc E. Platt für eine Filmadaption. Universal Studios sprachen mit Edgar Wright, der gerade Shaun of the Dead gedreht hatte, um die Scott-Pilgrim-Comics zu verfilmen. O’Malley hatte anfangs gemischte Gefühle über eine Filmadaption: „Ich bin davon ausgegangen, dass sie daraus eine große Actionkomödie machen, mit Schauspielern die ich hasse… es hat mich nicht interessiert. Ich war ein armer Künstler und sagte ‚Bitte, gebt mir nur das Geld.‘“
Im Mai 2005 beauftragte das Studio Michael Bacall ein Drehbuch zu schreiben. Bis Januar 2009 wurden Darsteller gecastet und der Filmtitel auf Scott Pilgrim vs. the World festgelegt.
O’Malley bestätigte, dass kein Material von Scott Pilgrim's Finest Hour, dem sechsten Scott-Pilgrim-Buch, im Film zu sehen sein wird, da die Produktion bereits begonnen hatte. Obwohl er Ideen und Anregungen bezüglich des Filmendes gegeben hat, gab er zu, dass manche dieser Pläne mit der Zeit sich ändern werden und dass sie ihr eigenes Ende machen werden. O’Malley gab während der Dreharbeiten Wright und Bacall seine Notizen für das sechste Buch.

### Casting

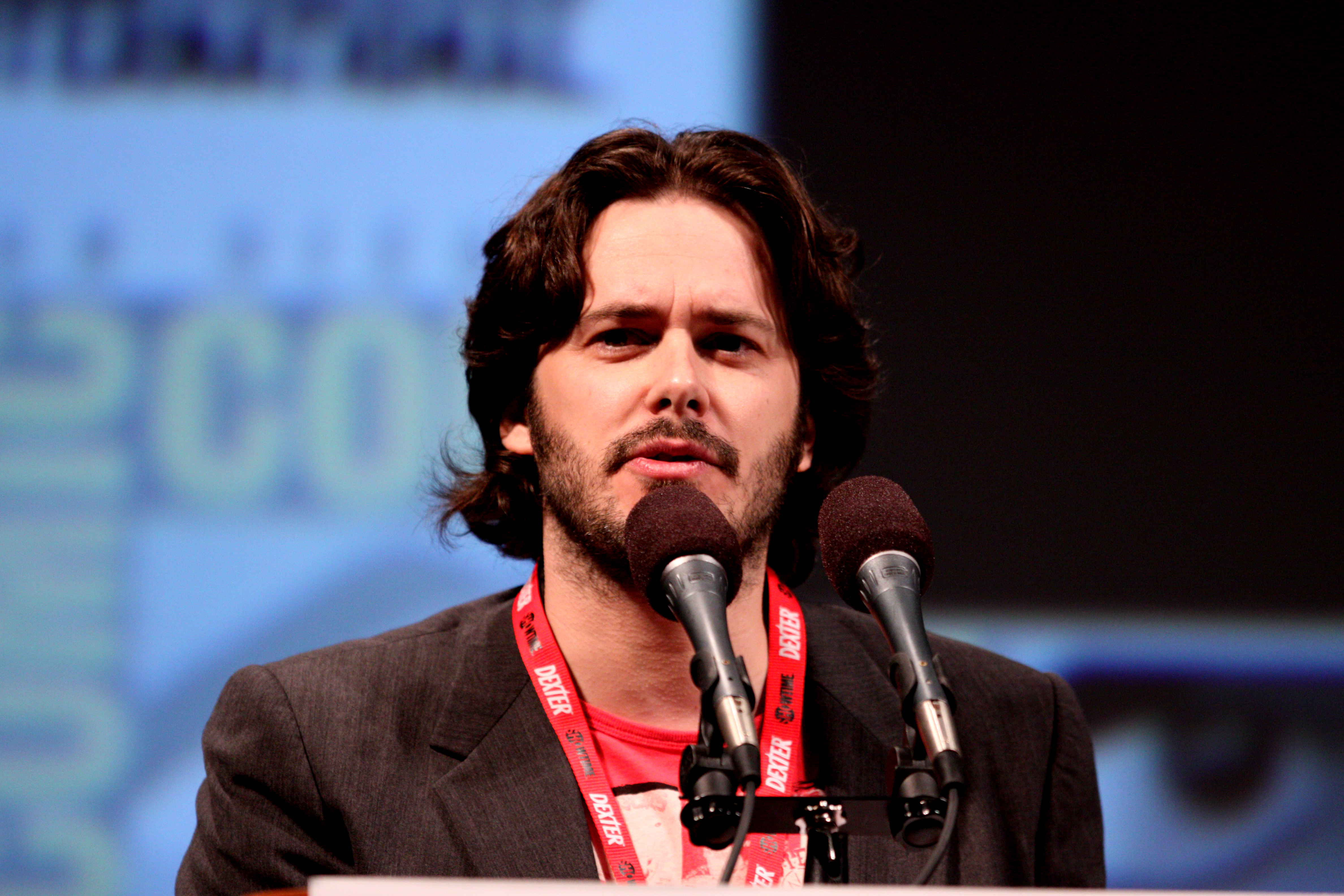
Edgar Wright

Regisseur Edgar Wright war sehr zufrieden mit dem Casting für den Film: „Genau wie bei Hot Fuzz haben wir auch hier großartige Leute in jeder Rolle. Das Tolle ist, dass darunter bekannte Schauspieler wie Michael [Cera] und Jason [Schwartzman] sind, aufstrebende wie Anna Kendrick, Aubrey Plaza und Brie Larson, und komplett unbekannte.“ Von Studioseite gab es keine Probleme mit der Auswahl von unbekannteren Schauspielern: „Universal hat mir nie Druck gemacht, dass ich bekannte Leute casten sollte, denn in gewisser Weise hat Michael [Cera] in zwei 100-Millionen-Dollar-Filmen mitgespielt, und viele von den anderen ebenfalls. Obwohl sie nicht die größten Namen haben, wissen die Leute, wer sie sind.“ Wright plante mit Michael Cera, während er Hot Fuzz schrieb, nachdem er einige Episoden von Arrested Development gesehen hatte. Wright sagte, dass er einen Schauspieler benötigte, dem die Zuschauer immer noch folgen werden, selbst wenn er sich wie ein Arsch benimmt. Edgar Wright stimmte alle Castingentscheidungen mit O’Malley ab. Bereits zwei Jahre vor Drehbeginn hatte sich Wright auf Mary Elizabeth Winstead für die Rolle von Ramona Flowers festgelegt: „Sie hat als Mensch ein sehr sonniges Gemüt, es war also sehr interessant, wie man sie dazu bekäme, eine Version von sich zu spielen, die im Inneren gebrochen ist. Sie ist toll im Film, da sie viel Chaos auslöst, dabei aber übernatürlich vernünftig bleibt.“ Ellen Wong sprach dreimal für die Rolle von Knives Chau vor. Beim zweiten Vorsprechen war Edgar Wright überrascht, als er erfuhr, dass sie einen grünen Gürtel in Taekwondo besitzt.

### Dreharbeiten
Die Dreharbeiten begannen im März 2009 in Toronto, Kanada und wurden im August beendet.

### Musik
Nigel Godrich, Beck, Metric, Broken Social Scene, Cornelius, Dan the Automator und Kid Koala sind auf dem offiziellen Soundtrack vertreten. Zwei unveröffentlichte Songs von Beck (der ebenfalls die Musik von Sex Bob-omb im Film komponierte) sind im Teaser-Trailer zu hören. Brendan Canning und Kevin Drew von Broken Social Scene schrieben alle Songs für Crash and the Boys. Die Lieder wurden von Erik Knudson gesungen, der Crash im Film spielt. Drew gab an, dass er wusste, dass Knudson kein Sänger sein muss, da die Songs so schnell und punkig sind und es die Stimme des Charakters sein musste. Metric sind der Einfluss für die Band Clash at Demonhead im Film und schrieben den Song Black Sheep dafür. Die Kleidung der Sängerin von Metric, Emily Haines, diente als Basis für die Sängerin von Clash at Demonhead. Chris Murphy von der Band Sloan war der Gitarrentrainer für die Schauspieler. Musik aus der Videospielserie The Legend of Zelda wird in einer Traumsequenz im Film verwendet. Um die Erlaubnis für die Verwendung zu erhalten, schickte Edgar Wright einen Ausschnitt aus dem Film mit einem Brief an Nintendo und beschrieb die Musik als „das Kinderlied dieser Generation.“
Scott Pilgrim vs. the World: Original Motion Picture Soundtrack erschien am 10. August 2010 bei ABKCO Records auf Schallplatte und CD. Eine Deluxe-Version mit drei Bonustiteln wurde am 7. September 2010 als Download veröffentlicht.
1. We Are SEX BOB-OMB – Sex Bob-omb (Beck)
2. Scott Pilgrim – Plumtree
3. I Heard Ramona Sing – Frank Black
4. By Your Side – Beachwood Sparks
5. O Katrina! – Black Lips
6. I'm So Sad, So Very, Very Sad – Crash and the Boys (Broken Social Scene)
7. We Hate You Please Die – Crash and the Boys (Broken Social Scene)
8. Garbage Truck – Sex Bob-omb (Beck)
9. Teenage Dream – T. Rex
10. Sleazy Bed Track – The Bluetones
11. It's Getting Boring by the Sea – Blood Red Shoes
12. Black Sheep – Metric
13. Threshold – Sex Bob-omb (Beck)
14. Anthems for a Seventeen-Year-Old Girl – Broken Social Scene
15. Under My Thumb – The Rolling Stones
16. Ramona (Acoustic) – Beck
17. Ramona – Beck
18. Summertime – Sex Bob-omb (Beck)
19. Threshold 8 Bit – Brian LeBarton
20. Garbage Truck – Beck (Deluxe Edition)
21. Threshold – Beck (Deluxe Edition)
22. Summertime – Beck (Deluxe Edition)

Die Filmmusik zum Film Scott Pilgrim Vs. the World: Original Score Composed by Nigel Godrich wurde ebenfalls am 10. August veröffentlicht.
1. Universal Theme – Nigel Godrich
2. Hillcrest Park – Nigel Godrich
3. Fight! – Nigel Godrich
4. Slick (Patel's Song) – Dan the Automator
5. Love Me Some Walking – Nigel Godrich
6. Talk to the Fist – Nigel Godrich
7. Rumble – Nigel Godrich
8. Feel the Wrath – Nigel Godrich
9. The Grind – Nigel Godrich
10. Hello Envy – Nigel Godrich
11. Mystery Attacker – Nigel Godrich
12. Second Cup – Nigel Godrich
13. The Vegan – Nigel Godrich
14. Bass Battle – Nigel Godrich, Jason Falkner & Justin Meldal-Johnsen
15. Sorry I Guess – Nigel Godrich
16. Roxy – Nigel Godrich
17. The Ninth Circle – Nigel Godrich
18. Katayanagi Twins vs. Sex Bob-omb – Cornelius/Beck
19. This Fight Is Over – Nigel Godrich
20. Gideon Calling – Nigel Godrich
21. Level 7 – Nigel Godrich
22. Welcome to Chaos Theatre – Nigel Godrich
23. We Are Sex Bob-omb (Fast) – Beck/Nigel Godrich
24. Fast Entrance into Hell – Nigel Godrich
25. Chau Down – Nigel Godrich
26. Game Over – Nigel Godrich
27. So Alone – Nigel Godrich
28. Round 2 – Nigel Godrich
29. Death to All Hipsters – Beck/Nigel Godrich
30. A Different Guy – Nigel Godrich
31. Boss Battle – Nigel Godrich
32. Blowing up Right Now – Nigel Godrich
33. Aftermath – Nigel Godrich
34. Bye and Stuff – Nigel Godrich
35. Love (Bonustrack) – Osymyso
36. Ramona (Bonustrack) – Osymyso
37. Prepare (Bonustrack) – Osymyso
38. Ninja Ninja Revolution (Bonustrack) – Dan the Automator

## Marketing und Veröffentlichung

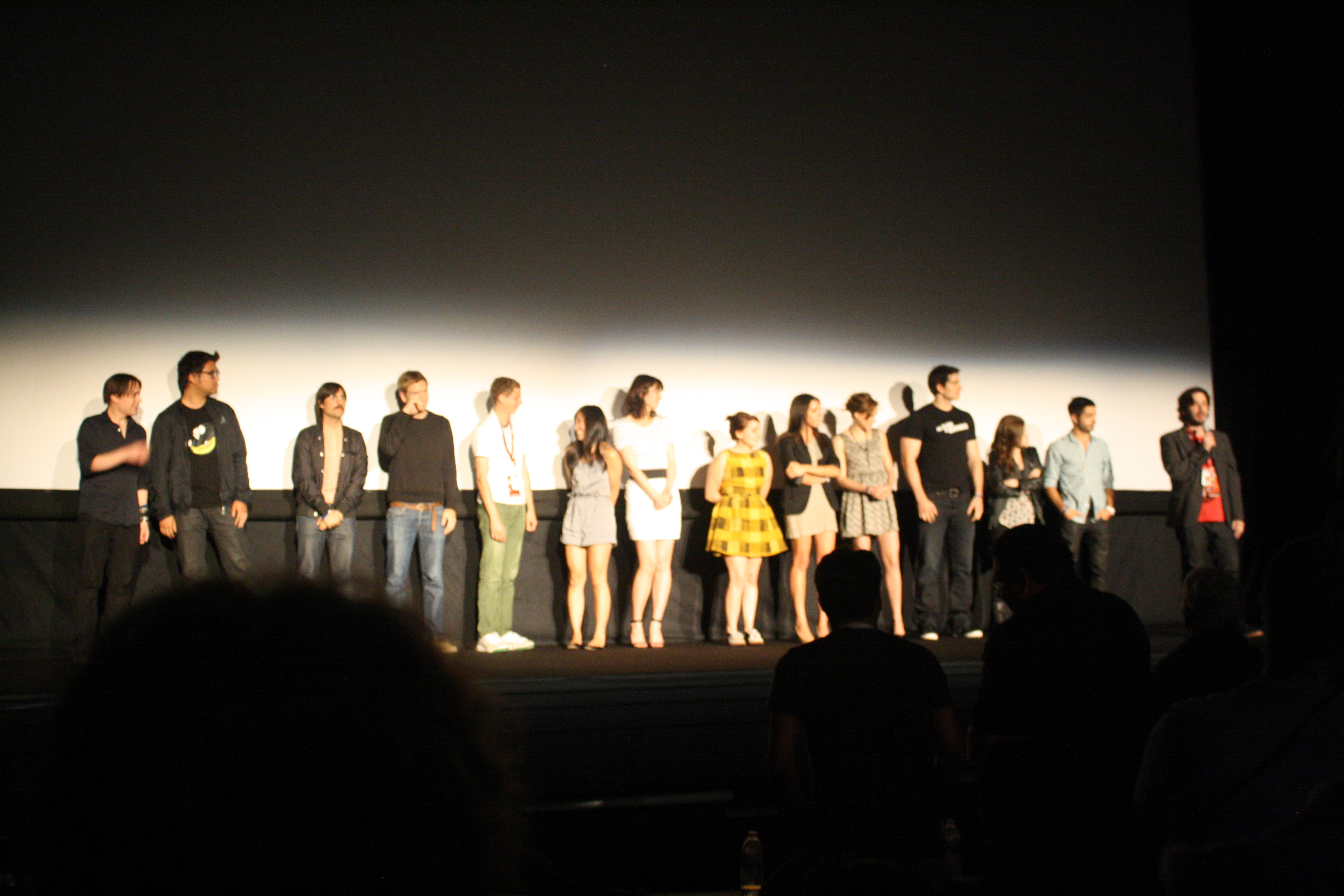
Scott Pilgrim gegen den Rest der Welt Premiere

Am 25. März 2010 erschien der erste Teaser Trailer zum Film. Ein zweiter Trailer mit der Musik von The Ting Tings, LCD Soundsystem, Be Your Own Pet, Cornelius, Blood Red Shoes und The Prodigy wurde am 31. Mai veröffentlicht. Bei den MTV Movie Awards 2010 erschien ein erster Ausschnitt aus dem Film, in dem Scott Pilgrim gegen Lucas Lee antritt. Die Stuntdouble für Lucas Lee sind dieselben wie für Chris Evans.
Ein Scott Pilgrim vs. the World Panel wurde am 22. Juli 2010 auf der San Diego Comic-Con International abgehalten. Nach dem Panel lud Edgar Wright ausgewählte Personen von den Zuschauern zu einer Vorführung des Films ein. Anschließend spielte Metric ein kurzes Livekonzert. Die Öffentlichkeit sah den Film erstmals beim Fantasia Festival am 27. Juli. Der Film wurde am 23. und 24. Juli in San Diegos bekannten Balboa Theatre gezeigt, bei dem diverse Darsteller und Edgar Wright dabei waren.
Der Film erschien am 13. August 2010 in Nordamerika und im Vereinigten Königreich am 25. August. Der Deutschlandstart war für den 6. Januar 2011 vorgesehen, er wurde jedoch auf den 21. Oktober 2010 vorgezogen. Scott Pilgrim gegen den Rest der Welt spielte am ersten Wochenende in den Vereinigten Staaten eher schwache 10,6 Millionen US-Dollar ein. Insgesamt spielte der Film ca. 47,6 Millionen US-Dollar ein, davon ca. 31,5 Millionen in den Vereinigten Staaten. Die Produktionskosten lagen bei 60 Millionen US-Dollar.
Ein Videospiel zum Film und den Comics wurde unter dem Namen Scott Pilgrim vs. The World: The Game produziert und wurde am 10. August im PlayStation Network veröffentlicht sowie am 25. August bei Xbox Live Arcade. Das Spiel wurde von Ubisoft Montreal und Ubisoft Chengdu entwickelt, mit Musik von der Chiptune-Band Anamanaguchi und dem 2D-Design von Paul Robertson.
Der Film erschien in den Vereinigten Staaten am 9. November 2010 auf DVD und Blu-ray. Der Film ist in Deutschland seit dem 24. Februar 2011 erhältlich.

## Synchronisation
Die RC Production Kunze & Wunder übernahm die Synchronisation des Films nach einem Dialogbuch und unter der Dialogregie von Kim Hasper.
| Rolle                   | Schauspieler            | Synchronsprecher          |
| ----------------------- | ----------------------- | ------------------------- |
| Scott W. Pilgrim        | Michael Cera            | Nicolás Artajo            |
| Ramona Victoria Flowers | Mary Elizabeth Winstead | Maria Koschny             |
| Wallace Wells           | Kieran Culkin           | Constantin von Jascheroff |
| Kim Pine                | Alison Pill             | Yvonne Greitzke           |
| Stephen Stills          | Mark Webber             | Julien Haggége            |
| „Young“ Neil Nordegraf  | Johnny Simmons          | David Turba               |
| Stacy Pilgrim           | Anna Kendrick           | Anne Helm                 |
| Knives Chau             | Ellen Wong              | Jill Schulz               |
| Matthew Patel           | Satya Bhabha            | Tobias Müller             |
| Lucas Lee               | Chris Evans             | Dennis Schmidt-Foß        |
| Todd Ingram             | Brandon Routh           | Kim Hasper                |
| Roxy Richter            | Mae Whitman             | Anja Stadlober            |
| Gideon Gordon Graves    | Jason Schwartzman       | Norman Matt               |
| Natalie „Envy“ Adams    | Brie Larson             | Sonja Spuhl               |
| Luke „Crash“ Wilson     | Erik Knudsen            | Wilhelm-Rafael Garth      |
| Julie Powers            | Aubrey Plaza            | Manja Doering             |

## Rezeption
Nach einer Testvorführung war Regisseur Kevin Smith sehr beeindruckt von dem Film: „Dieser Film ist großartig. Er ist fesselnd, die Leute werden ihr blaues Wunder erleben. […] Er [Edgar Wright] erweckt ein Comicbuch zum Leben.“ Smith sagte ebenfalls, dass seine Kollegen Quentin Tarantino und Jason Reitman den Film sehr mochten.
Die Aufführung bei der Comic-Con in San Diego rief unterschiedliche Kritiken hervor. Variety sah in dem Film „ein Beispiel für Aufmerksamkeitsdefizit-Filmemachen, zugleich das Beste und das Frustrierendste“ und dass „jeder über 25 wahrscheinlich die Adaption der Kult-Graphic Novel durch Regisseur Edgar Wright ermüdend finden wird, wie das Spielen einer Betreuerin bei einer Party von sexbesessenen Collegekindern.“ Kirk Honeycutt schrieb in The Hollywood Reporter eine negative Rezension: „Was enttäuschend ist, ist, dass alles so kindisch ist. Nichts ergibt wirklich Sinn… [Michael] Cera liefert keine Darbietung ab, die den Unsinn verankert… Universal sollte einen Jugendhit im heimischen Markt landen, wenn der Film nächsten Monat erscheint. Eine größere Zielgruppe von älteren oder internationalen Zuschauern ist unwahrscheinlich.“ IGN gab dem Film eine positive Bewertung mit 8 von 10 möglichen Punkten und schrieb, dass der Film lustig und ausgefallen sei. „[Der Film ist] am besten für die vernetzte Generation geeignet und diejenigen, die mit Nintendo und MTV aufgewachsen sind. Seine kinetische Natur und skurriles Zartgefühl könnte für einige abschreckend wirken.“
Nach Oliver Lysiak „gelingt dem Film der Spagat eine warme, anrührende Love-Story zu erzählen und gleichzeitig ein gigantisches Actionspektakel zu entfesseln, das der Comic-Vorlage mehr als gerecht wird. Die Besetzung ist Spot-On und Michael Cera überzeugt sowohl in seinem gewohnten Awkward-Geek-Modus, wie als Actionheld mit überraschendem Wums.“
Insgesamt erhielt Scott Pilgrim ein gutes Presseecho, was sich auch in den Auswertungen US-amerikanischer Aggregatoren widerspiegelt. So erfasst Rotten Tomatoes größtenteils positive Besprechungen und ordnet den Film dementsprechend als „Zertifiziert Frisch“ ein. Laut Metacritic fallen die Bewertungen im Mittel „Grundsätzlich Wohlwollend“ aus.
Bei den Satellite Awards 2010 wurde der Film als „Best Motion Picture, Comedy or Musical“  ausgezeichnet und Michael Cera erhielt den Preis als „Best Actor in a Motion Picture, Comedy or Musical“.